# Krzywda (gromada)
Krzywda – dawna gromada, czyli najmniejsza jednostka podziału terytorialnego Polskiej Rzeczypospolitej Ludowej w latach 1954–1972.
Gromady, z gromadzkimi radami narodowymi (GRN) jako organami władzy najniższego stopnia na wsi, funkcjonowały od reformy reorganizującej administrację wiejską przeprowadzonej jesienią 1954 do momentu ich zniesienia z dniem 1 stycznia 1973, tym samym wypierając organizację gminną w latach 1954–1972.
Gromadę Krzywda z siedzibą GRN w Krzywdzie utworzono – jako jedną z 8759 gromad na obszarze Polski – w powiecie łukowskim w woj. lubelskim na mocy uchwały nr 13 WRN w Lublinie z dnia 5 października 1954. W skład jednostki weszły obszary dotychczasowych gromad Krzywda, Kożuchówka, Drozdak i Radoryż Kościelny ze zniesionej gminy Radoryż oraz miejscowość Jasnosz z dotychczasowej gromady Burzec ze zniesionej gminy Wojcieszków w tymże powiecie. Dla gromady ustalono 22 członków gromadzkiej rady narodowej.
1 stycznia 1960 do gromady Krzywda włączono obszar zniesionej gromady Radoryż-Smolany w tymże powiecie.
1 stycznia 1962 do gromady Krzywda włączono wsie Patok Nowy, Patok Stary i Wielgolas ze zniesionej gromady Fiukówka oraz wieś Ruda ze zniesionej gromady Gąska w tymże powiecie.
1 stycznia 1963 do gromady Krzywda włączono wieś Laski z gromady Podosie w tymże powiecie.
1 stycznia 1965 do gromady Krzywda włączono wieś Fiukówka z gromady Wandów w tymże powiecie.
1 stycznia 1969 do gromady Krzywda włączono wsie Szczałb i Zimna Woda z gromady Wojcieszków w tymże powiecie.
Gromada przetrwała do końca 1972 roku, czyli do kolejnej reformy gminnej. 1 stycznia 1973 w powiecie łukowskim utworzono gminę Krzywda.